# Tricimba aliciae
Tricimba aliciae är en tvåvingeart som beskrevs av Ismay 1993. Tricimba aliciae ingår i släktet Tricimba och familjen fritflugor. Inga underarter finns listade i Catalogue of Life.